# Stereomerus diadelus
Stereomerus diadelus là một loài bọ cánh cứng trong họ Cerambycidae.